# Medole

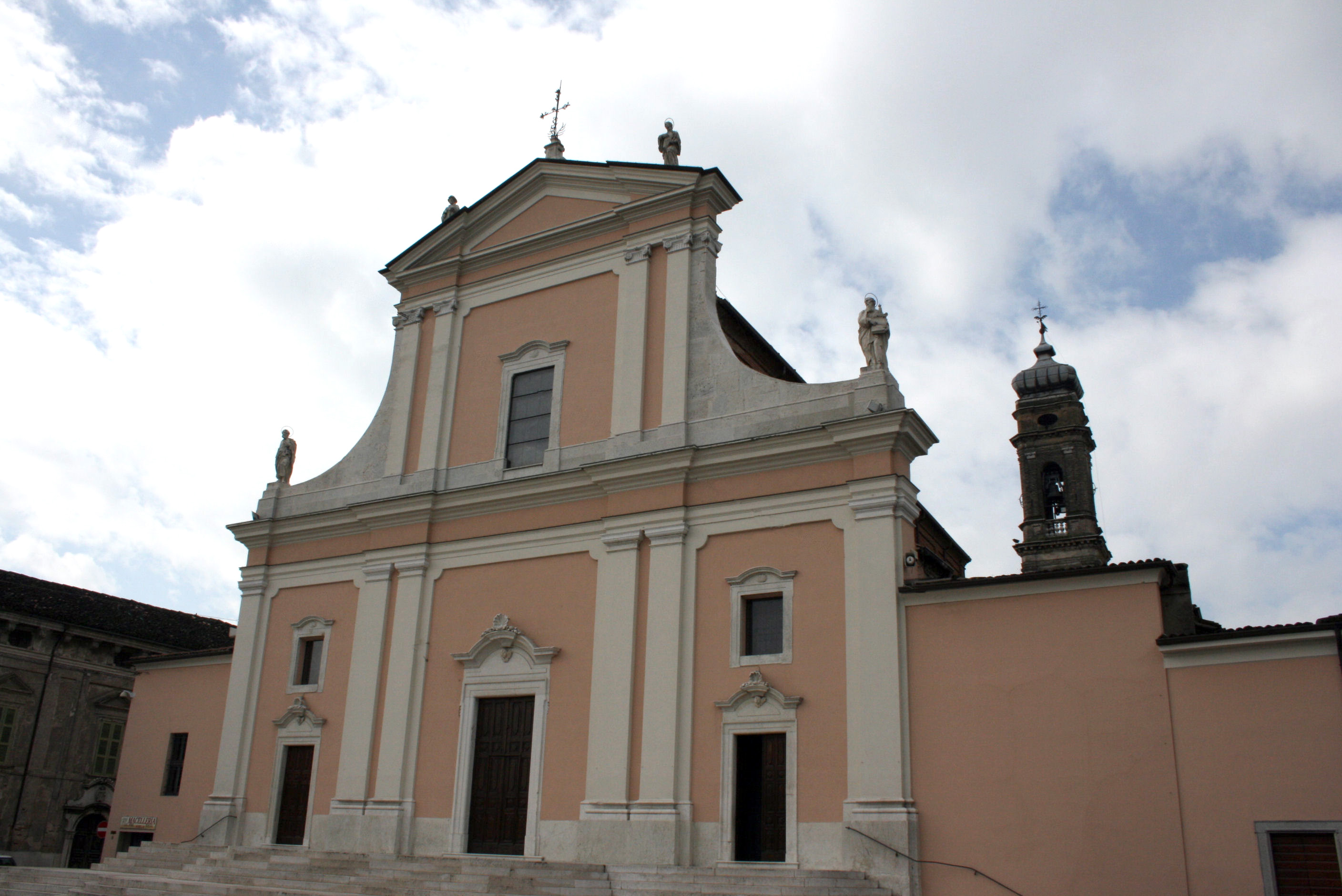
Kirche in Medole

Medole ist eine norditalienische Gemeinde (comune) mit 4203 Einwohnern (Stand 31. Dezember 2023) in der Provinz Mantua in der Lombardei. Die Gemeinde liegt etwa 30 Kilometer nordwestlich von Mantua.

## Geschichte
Die Pfarrkirche wurde von Tizian mit Gemälden ausgestattet. Der Konvent von Annunciata entstand Mitte des 15. Jahrhunderts und ist seit dem 19. Jahrhundert geschlossen.
1859 fand die Schlacht von Medole statt. Eine Auseinandersetzung zwischen französischen und habsburgischen Truppen im Zweiten italienischen Unabhängigkeitskrieg mit dem Sieg Frankreichs.

## Verkehr
Durch Medole führt die frühere Strada Statale 236 Goitese (heute die Provinzstraße 17) von Mantua nach Brescia.